# Alexandre Eremenko
Alexandre Eremenko (Carcóvia, 1954) é um matemático ucraniano-estadunidense, que trabalha nas áreas de análise complexa e sistemas dinâmicos. Sobrinho-neto do Marechal da União Soviética Andrei Yeremenko.

## Carreira acadêmica
Obteve um mestrado na Universidade de Lviv em 1976 e trabalhou no Verkin Institute for Low Temperature Physics and Engineering em Carcóvia até 1990. Obteve um doutorado na Universidade Federal do Sul em 1979 (Asymptotic Properties of Meromorphic and Subharmonic Functions), sendo atualmente distinguished professor da Universidade Purdue.

## Distinções
Em 2013 foi eleito fellow da American Mathematical Society. Foi palestrante convidado do Congresso Internacional de Matemáticos em Pequim (2002: Value distribution theory and potential theory).